# TSOP

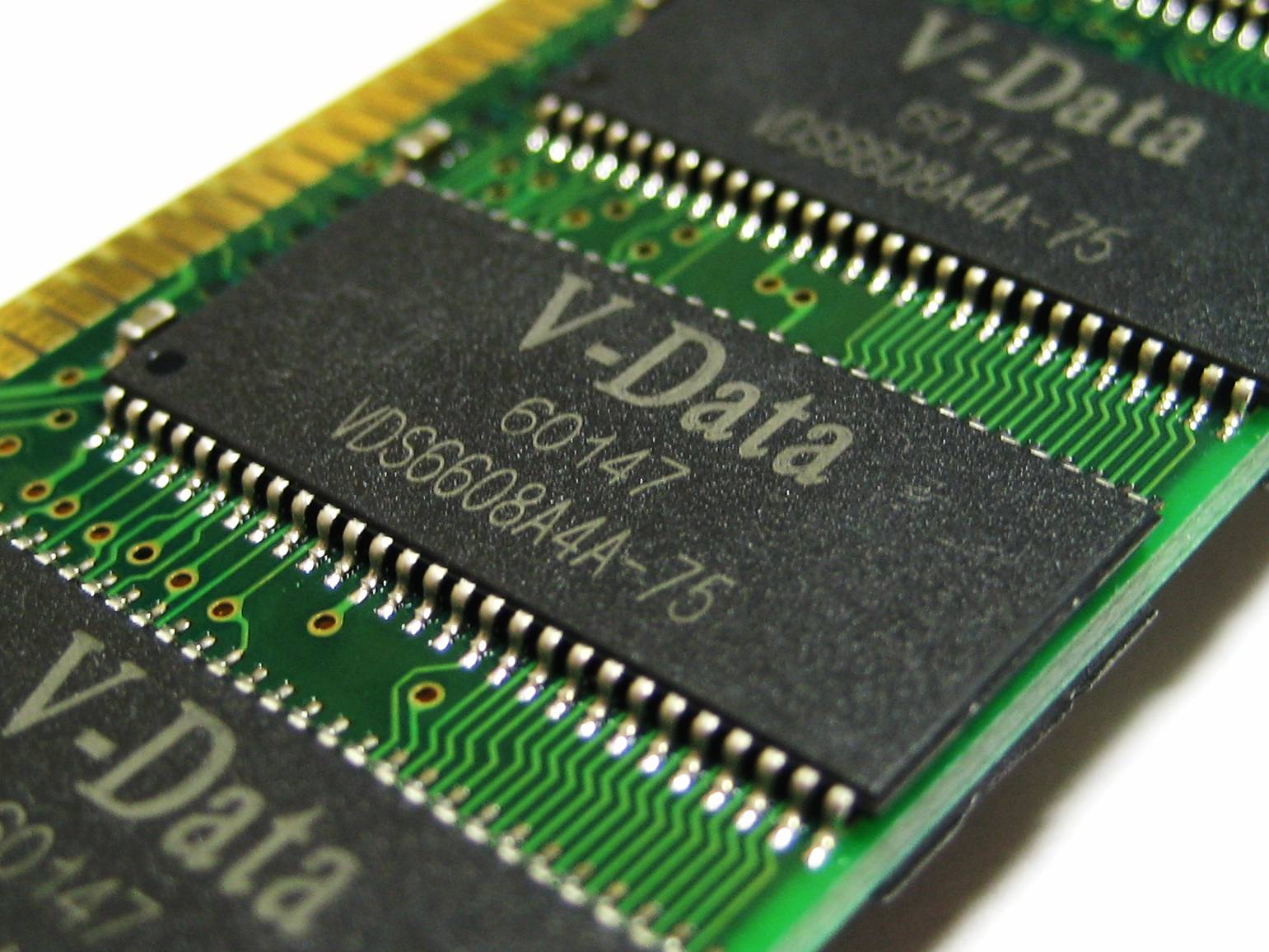

TSOP (англ. Thin Small-Outline Package — тонкий малогабаритный корпус) — разновидность корпуса поверхностно-монтируемых микросхем. Отличается небольшой толщиной (около 1 мм) и небольшим интервалом между выводами микросхемы.
Применяются в модулях оперативной памяти DRAM и для чипов флеш-памяти, особенно для упаковки низковольтных микросхем из-за их малого объёма и большого количества контактов. В современных устройствах, требующих ещё большей плотности расположения компонентов, вытеснены более компактными корпусами типа BGA.

## Физические свойства

Контурный рисунок TSOP32 Type I

Микросхемы в корпусах TSOP имеют прямоугольную форму и выпускаются в двух вариантах: Type I и Type II. У корпусов первого типа контакты расположены на короткой стороне, а у второго типа — на длинной стороне. В таблице ниже приведены основные размеры для распространённых корпусов TSOP.

### Type I
| Номер     | Количество выводов | Ширина корпуса (мм) | Длина корпуса (мм) | Интервал между выводами (мм) |
| --------- | ------------------ | ------------------- | ------------------ | ---------------------------- |
| TSOP28    | 28                 | 8.1                 | 11.8               | 0.55                         |
| TSOP28/32 | 28/32              | 8                   | 18.4               | 0.5                          |
| TSOP40    | 40                 | 10                  | 18.4               | 0.5                          |
| TSOP48    | 48                 | 12                  | 18.4               | 0.5                          |
| TSOP56    | 56                 | 14                  | 18.4               | 0.5                          |

### Type II
| Номер        | Количество выводов | Ширина корпуса (мм) | Длина корпуса (мм) | Интервал между выводами (мм) |
| ------------ | ------------------ | ------------------- | ------------------ | ---------------------------- |
| TSOP20/24/26 | 20/24/26           | 7.6                 | 17.14              | 1.27                         |
| TSOP24/28    | 24/28              | 10.16               | 18.41              | 1.27                         |
| TSOP32       | 32                 | 10.16               | 20.95              | 1.27                         |
| TSOP40/44    | 40/44              | 10.16               | 18.42              | 0.8                          |
| TSOP50       | 50                 | 10.16               | 20.95              | 0.8                          |
| TSOP54       | 54                 | 10.16               | 22.22              | 0.8                          |
| TSOP66       | 66                 | 10.16               | 22.22              | 0.65                         |